# Eldtornssläktet
Eldtornssläktet (Pyracantha) är ett växtsläkte med taggförsedda städsegröna stora buskar i familjen rosväxter. Eldtornarna kommer ursprungligen från sydöstra Europa och österut till sydöstra Asien. De är nära släkt med oxbär (Cotoneaster) men oxbären har inga taggar.
Eldtornssläktets arter kan bli mellan 4 och 6 meter höga. Samtliga sju arter har vita blommor och röda, orange eller gula bär. Buskarna blommar under senvår och tidig sommar och bären utvecklas under sensommaren och mognar sent på hösten. Bären kan ge magsmärtor och kräkningar men inte svåra förgiftningar.
Eldtornarna är omtyckta trädgårdsväxter.

## Arter och ursprung
- Eldtorn (Pyracantha coccinea) Italien till Mindre Asien
- Luddeldtorn (Pyracantha angustifolia) sydvästra Kina
- Pyracantha atalantoides södra Kina
- Pyracantha crenatoserrata centrala Kina
- Pyracantha crenulata Himalaya
- Pyracantha koidzumii Taiwan
- Pyracantha rogersiana Yunnan

## Bildgalleri

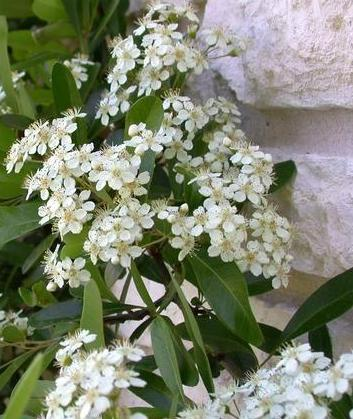
Blommor
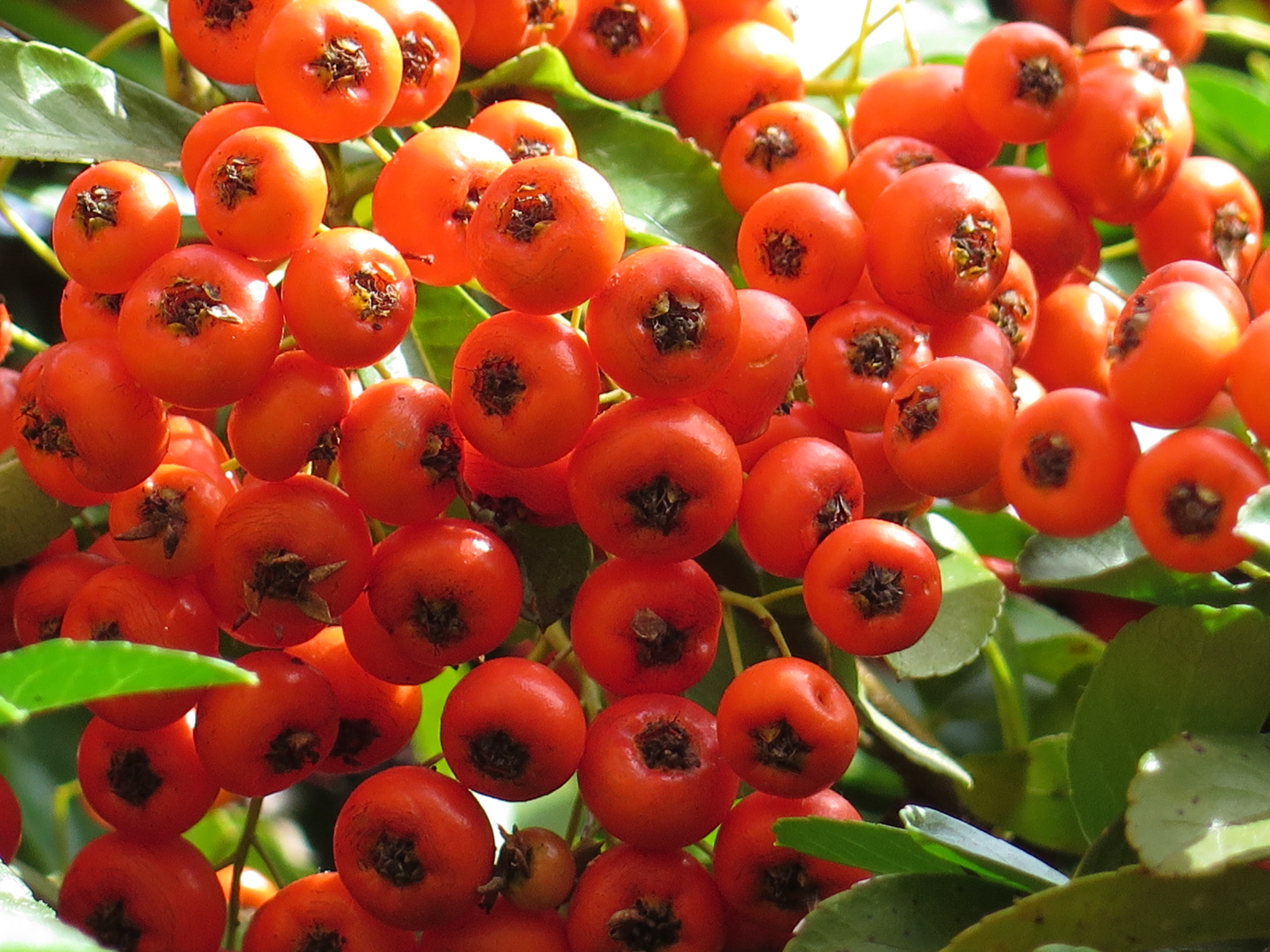
Frukt